# Museo Nacional de Cartografía (México)
El Museo Nacional de Cartografía se encuentra en lo que fue el templo de San José del Ex-Convento de San Diego, en Tacubaya, construido en el año de 1686 por la orden religiosa de los Diéguinos, esta orden entregó el convento a los Dominicos, permaneciendo éstos hasta mediados del siglo XVIII. 
Del año de 1917 hasta 1982 estas instalaciones fueron empleadas como albergue de los establecimientos fabriles militares.
En 1997 la Secretaría de la Defensa Nacional lo solicitó para albergar al Museo Nacional de la Cartografía, acondicionándolo y estableciendo una colección adecuada.

## Salas de Exposición
Este Recinto Cultural fue dividido en 11 salas: Códices cartográficos, Precursores de la cartografía, Mapas de la Nueva España, Mapas de la Ciudad de México, Comisión Geográfica Exploradora, Áreas de Instrumentos, Dirección de Geografía y Meteorología, Secretaría de Comunicaciones y Obras Públicas, Dirección General de Cartografía, INEGI, y Consejo de Recursos Minerales.